# Dave Farrell
David Michael Farrell, được biết đến với nghệ danh Phoenix (Phượng hoàng) (sinh ngày 8 tháng 2 năm 1977), là một nhạc sĩ người Mỹ, được biết đến với vai trò là tay guitar bass và hát bè của ban nhạc rock Linkin Park. Ông cũng là thành viên của Snax, một ban nhạc pop punk.

## Thiếu thời
Farrell được mẹ dạy chơi guitar khi còn học trung học. Ông lớn lên ở Plymouth, sau đó chuyển đến Mission Viejo, California khi mới 5 tuổi.

### Tasty Snax
Khi đang học trung học, Farrell tham gia ban nhạc rock Ska-Punk Công giáo tên là 'Tasty Snax', sau này đổi tên thành 'The Snax'. Phoenix chuyển từ guitar điện sang bass để phù hợp với The Snax. Ban nhạc bao gồm Mark Fiore, người bạn đại học lâu năm của Farrell và là người đã hợp tác thực hiện nhiều album video khác nhau cho Linkin Park.  Ban nhạc đã thu âm hai album phòng thu và một album tổng hợp, và ký hợp đồng với Screaming Giant Records. Farrell rời ban nhạc vào năm 2000.

### Linkin Park

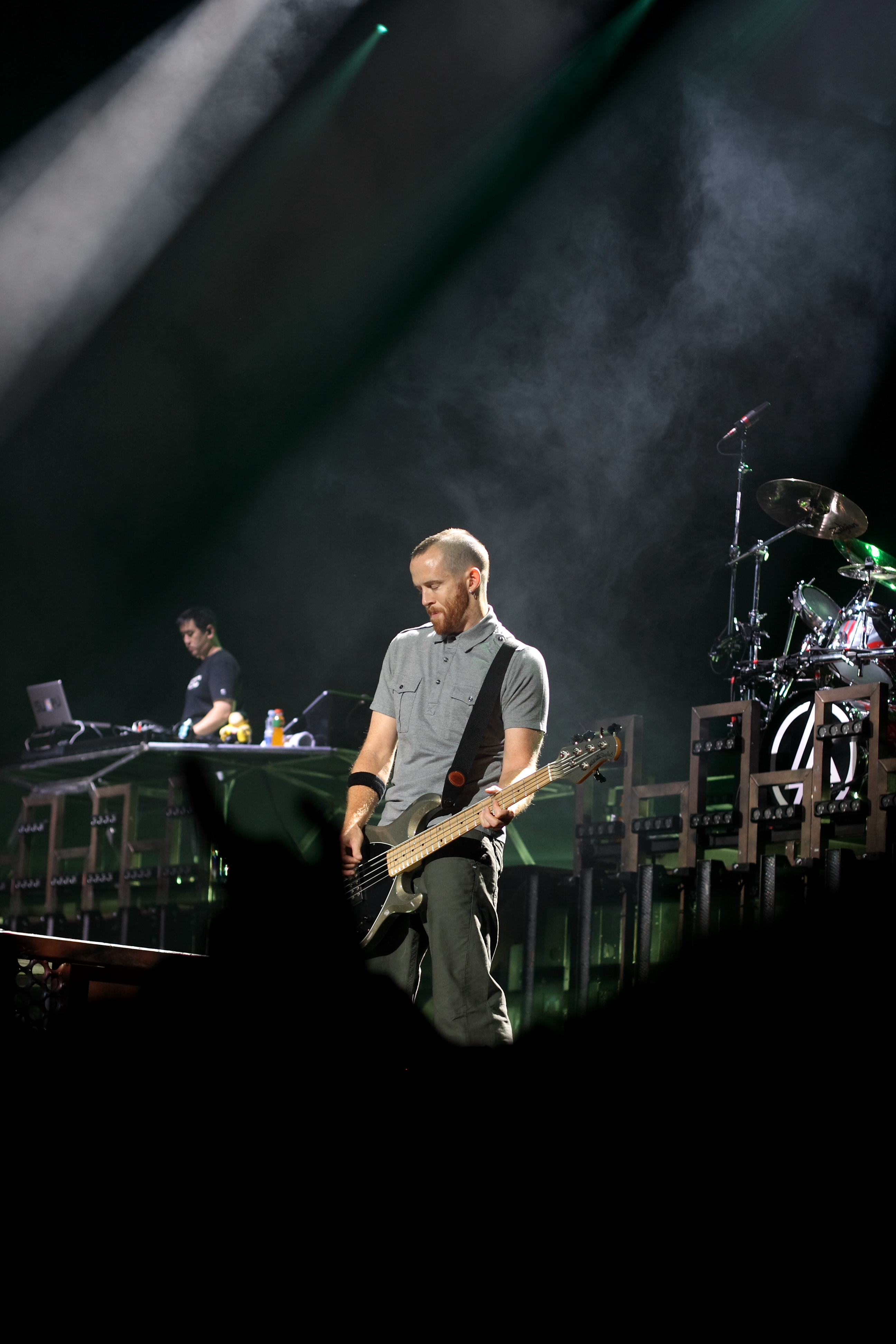
Dave Farrell trình diễn cùng Linkin Park tại The Globe Arena ở Stockholm.

Farrell gia nhập Xero, tiền thân của Linkin Park, sau khi gặp Brad Delson tại trường UCLA. Ông đã đóng góp cho băng demo cùng tên của ban nhạc vào năm 1997, nhưng sau đó đã rời đi để lưu diễn với Tasty Snax.  Khoảng trống của Farrell tạm thời được thay thế bởi Delson, Ian Hornbeck và Scott Koziol, tất cả đều đã đóng góp cho Hybrid Theory, album đầu tay của Linkin Park. Farrell trở lại Linkin Park vào năm 2000 sau một năm vắng mặt.  Tương lai của Linkin Park không chắc chắn sau cái chết của giọng ca chính Chester Bennington vào ngày 20 tháng 7 năm 2017. Sau gần ba năm gián đoạn, Farrell tiết lộ rằng Linkin Park đang tạo ra âm nhạc mới.

## Danh sách đĩa nhạc

### Với Linkin Park
- Meteora (2003)
- Minutes to Midnight (2007)
- A Thousand Suns (2010)
- Living Things (2012)
- The Hunting Party (2014)
- One More Light (2017)

### Với Tasty Snax
- Run Joseph Run (1998)
- Snax (2000)